# Philatis cinerea
Philatis cinerea är en insektsart som beskrevs av Henry Fairfield Osborn 1924. Philatis cinerea ingår i släktet Philatis och familjen Acanaloniidae. Inga underarter finns listade i Catalogue of Life.